# Wyeomyia aningae
Wyeomyia aningae is een muggensoort uit de familie van de steekmuggen (Culicidae). De wetenschappelijke naam van de soort is voor het eerst geldig gepubliceerd in 2005 door Motta & Lourenço-De-Oliveira.